# آلژینیک اسید
آلژینیک اسید (به انگلیسی: Alginic acid) یا در اختصار آلژیناتبا فرمول شیمیایی (C۶H۸O۶)n یک ترکیب شیمیایی و یک پلی‌ساکارید غیر یونی است که در دیواره سلول نوعی جلبک قهوه‌ای وجود دارد که در تماس با آب به شکل صمغ ژله‌ای تغییر شکل می‌دهد. این پلی‌ساکارید با جرم مولی ۱۰٬۰۰۰–۶۰۰٬۰۰۰ g/mol قادر است تا ۲۰۰ برابر وزن خود آب را جذب کند. از این قابلیت در حوزه بهداشت و درمان در ساخت مواد پانسمان پیشرفته برای جذب ترشحات شدید زخم استفاده می‌شود. شکل ظاهری این ترکیب، پودر فیبری سفید و زرد است.